# Kim Jaggy
Kim Jaggy (Varen, 14 de novembro de 1982) é um futebolista profissional Haitiano, atua como defensor, e milita atualmente no FC Tuggen.

## Carreira
Kim Jaggy fez parte do elenco da Seleção Haitiana de Futebol da Copa América de 2016.